# مستر أولمبيا 1990
بطولة مستر أولمبيا 1990 هي النسخة السادسة والعشرون من بطولة مستر أولمبيا للمحترفين بكمال الأجسام، أقيمت نهائياتها في 15 سبتمبر 1990، في قاعة مسرح آري كراون، بمدينة شيكاغو الأمريكية.

## نظرة عامة
حمل لقب هذه البطولة للمرة السابعة على التوالي الأمريكي لي هاني متعادلاً مع أرنولد شوارزنيجر في عدد الألقاب، ومتفوقاً عليه في تتابعها.

## النتائج الكاملة
| المركز | الاسم           | الدولة           | الجائزة المالية |
| ------ | --------------- | ---------------- | --------------- |
| 1      | لي هاني         | الولايات المتحدة | 100,000 $       |
| 2      | لي لابرادا      | الولايات المتحدة | 31,500 $        |
| 3      | شون راي         | الولايات المتحدة | 18,500 $        |
| 4      | مايك كريستيان   | الولايات المتحدة | 12,500 $        |
| 5      | ريتشارد غاسباري | الولايات المتحدة | 10,000 $        |
| 6      | فرانسيس بنفاتو  | فرنسا            | 8,000 $         |
| 7      | فرانك هليبراند  | ألمانيا الغربية  |                 |
| 8      | سمير بنوت       | لبنان            |                 |
| 9      | أندرياس مونزر   | النمسا           |                 |
| 10     | إدي روبنسون     | الولايات المتحدة |                 |
| 11     | مايك كوين       | الولايات المتحدة |                 |
| 12     | رون لف          | الولايات المتحدة |                 |
| 13     | جين-لوك فافر    | سويسرا           |                 |
| 14     | بيرنارد سيلي    | باربادوس         |                 |

 = يحمل لقب مستر أولمبيا من سنوات سابقة.